# Gábor Papp (Badminton)
Gábor Papp (* 11. November 1972 in Debrecen) ist ein ungarischer Badmintonspieler.

## Karriere
Gábor Papp wurde 1990 erstmals nationaler Juniorenmeister in Ungarn, wobei er alle drei möglichen Titel gewinnen konnte. Ein Jahr später war er noch einmal in zwei Disziplinen erfolgreich. Bei den Erwachsenen machte er anschließend vorwiegend mit dem Team aus Debrecen auf sich aufmerksam. Mit der Mannschaft seines Heimatortes wurde er 1991, 1992, 1995 und 1997 nationaler Mannschaftsmeister.

## Sportliche Erfolge
| Saison | Veranstaltung                              | Disziplin    | Platz | Name                        |
| ------ | ------------------------------------------ | ------------ | ----- | --------------------------- |
| 1990   | Ungarn: Einzelmeisterschaften der Junioren | Mixed        | 1     | Gábor Papp / Adrienn Kocsis |
| 1990   | Ungarn: Einzelmeisterschaften der Junioren | Herreneinzel | 1     | Gábor Papp                  |
| 1990   | Ungarn: Einzelmeisterschaften der Junioren | Herrendoppel | 1     | Gábor Papp / Ákos Károlyi   |
| 1991   | Ungarn: Einzelmeisterschaften der Junioren | Herreneinzel | 1     | Gábor Papp                  |
| 1991   | Ungarn: Einzelmeisterschaften der Junioren | Herrendoppel | 1     | Gábor Papp / Akos Kocsis    |
| 1991   | Ungarn: Mannschaftsmeisterschaft           | Mannschaft   | 1     | Debreceni Kinizsi SE        |
| 1992   | Ungarn: Mannschaftsmeisterschaft           | Mannschaft   | 1     | Debreceni Kinizsi SE        |
| 1995   | Ungarn: Mannschaftsmeisterschaft           | Mannschaft   | 1     | Debreceni Kinizsi SE        |
| 1997   | Ungarn: Mannschaftsmeisterschaft           | Mannschaft   | 1     | Debreceni TC SE             |

## Referenzen
- Ki kicsoda a magyar sportéletben? Band 2 (I–R). Szekszárd, Babits Kiadó, 1995. ISBN 963-495-011-6

| Personendaten    | Personendaten                |
| ---------------- | ---------------------------- |
| NAME             | Papp, Gábor                  |
| KURZBESCHREIBUNG | ungarischer Badmintonspieler |
| GEBURTSDATUM     | 11. November 1972            |
| GEBURTSORT       | Debrecen                     |